# Nissan GT-R LM Nismo
La Nissan GT-R LM Nismo è una vettura da competizione realizzata dalla Nissan nel 2015 per gareggiare nel Mondiale Endurance nella classe LMP1. 
Il programma di questa vettura è stato presentato il 23 maggio 2014. La presentazione ufficiale sarebbe dovuta avvenire l'8 dicembre 2014, ma per via di alcuni ritardi è stata spostata al 1º febbraio 2015 durante il Super Bowl. 
È il primo prototipo realizzato interamente Nissan dalla R391 del 1999.

## Tecnica
Motore
La particolarità di questo prototipo è senza dubbio la tecnica: il motore è anteriore-centrale, cosa ormai inusuale nelle auto da corsa. L'ultimo prototipo a motore anteriore fu la Panoz LMP01 Evo del 2003. 
Il motore della GT-R LM è stato costruito in collaborazione con la Cosworth: è un 6 cilindri bi-turbo a 90° da 3000cc a benzina, di circa 550 CV, scaricati sulle ruote anteriori con un cambio sequenziale a cinque marce e una particolare frizione in carbonio Tilton.
Telaio e aerodinamica
Il telaio è una monoscocca in fibra di carbonio e il peso della vettura è di 880 kg. Un'altra particolarità sono le dimensioni delle ruote: quelle anteriori (di 18"x13") sono più grandi delle posteriori (16"x9"), per via della trazione anteriore. Nella zona posteriore l'enorme spazio libero ha consentito una nuova sospensione differenziata: all'anteriore quadrilateri classici con ammortizzatori tipo Ohlins regolabili, al posteriore uno schema ideato da Nissan con ammortizzatori Penske. Delle barre anti-rollio ad azionamento idraulico limitano il sottosterzo. Nella zona posteriore sono stati realizzati due canali per ridurre la resistenza aerodinamica; lavorando insieme all'aria che arriva dal fondo vettura forniscono un maggiore carico verticale.
Il serbatoio è di 68 litri.

## Attività sportiva
Il programma iniziale della Nissan prevedeva di partecipare alle 8 gare del Mondiale Endurance, ma per alcuni ritardi si evitarono le prime due gare (Silverstone e Spa) per poterla continuare a testare. Il debutto fu alla 24 Ore di Le Mans.
Le vetture schierate erano tre: la n21 (con livrea bianca, rossa e blu) di Tsugio Matsuda, Mark Shulzhitskiy e Lucas Ordóñez; la n22 di Harry Tincknell, Michael Krumm e Alex Buncombe; la n23 di Olivier Pla, Jann Mardenborough e Max Chilton. Sulla n22 era prevista la presenza di Marc Gené, ma il pilota spagnolo preferì non correre offrendosi come consulente.
Già nei test pre-Le Mans la GT-R si dimostrò poco competitiva: ottime velocità di punta, ma girava con gli stessi tempi dei prototipi LMP2,  a oltre 20" dalle altre LMP1.
Nelle qualifiche la situazione cambiò poco, con la n22 a 20'' dalla pole ma davanti alle LMP2. Dopo le qualifiche, la beffa: le tre Nissan furono penalizzate e costrette a partire ultime.
In gara le Nissan n21 e n23 non arrivarono al traguardo. Ci riuscì la n22, percorrendo solo 242 giri contro i 395 della Porsche 919 di Hulkenberg, Bamber e Tandy vincitrice della corsa.
Per questa pessima figura, dovuta a scarsa affidabilità e a pessime prestazioni della GT-R, la Nissan scelse di ritirarsi dal campionato e concentrarsi sulla ricerca e sviluppo del modello, fino ad inverno 2015 inoltrato, ma senza successo. Il 22 dicembre 2015 arrivò il comunicato ufficiale della Nismo: ritiro dal Campionato 2016 e fine definitiva dell'intero programma Endurance.